# Gianluigi Curreli
Gianluigi Curreli (22 marzo 1966) è un ex maratoneta italiano.

## Biografia
Nel 1991 ha vinto la medaglia d'argento nella maratona dei Giochi del Mediterraneo. Nel 1993 ha partecipato alla Coppa del mondo di maratona, piazzandosi in 34º posizione e contribuendo alla vittoria della medaglia d'argento (a squadre) per l'Italia.

## Palmarès
| Anno | Manifestazione          | Sede  | Evento   | Risultato | Prestazione | Note |
| ---- | ----------------------- | ----- | -------- | --------- | ----------- | ---- |
| 1991 | Giochi del Mediterraneo | Atene | Maratona | Argento   | 2h20'54"    |      |

## Campionati nazionali
1990
- 7º ai campionati italiani di maratonina - 1h05'28"[1]

1992
- 20º ai campionati italiani di maratonina - 1h05'54"[1]

## Altre competizioni internazionali
1990
- 14º alla Maratona d'Italia ( Carpi) - 2h18'46"[1]

1991
- 11º alla Maratona di Rotterdam ( Rotterdam) - 2h14'55"[1]

1992
- 7º alla Maratona di Venezia ( Venezia) - 2h17'00"[1]
- 10º alla Maratona d'Italia ( Carpi) - 2h17'12"[1]

1993
- 34º in Coppa del mondo di maratona ( San Sebastián) - 2h14'54"[1]
- Argento a squadre in Coppa del mondo di maratona ( San Sebastián) - 6h32'41"[1]
- 23º alla Stramilano ( Milano) - 1h05'11"[1]

1994
- 9º alla Maratona d'Italia ( Carpi) - 2h15'19"[1]

1995
- 10º alla Maratona di Toronto ( Toronto) - 2h23'37"[1]
- Argento alla Maratona d'Italia ( Carpi) - 2h16'12"[1]

1996
- 16º alla Maratona di Venezia ( Venezia) - 2h22'10"[1]
- 34º alla Maratona di Torino ( Torino) - 2h25'10"[1]

1997
- 12º alla Maratona d'Italia ( Carpi) - 2h17'25"[1]

2000
- 28º alla Maratona di Roma ( Roma) - 2h22'56"[1]
- 67º alla Stramilano) - 1h07'26"[1]
- 19º al Cross di Alà dei Sardi ( Alà dei Sardi) - 34'43"1[1]

2001
- 18º al Cross di Alà dei Sardi ( Alà dei Sardi) - 37'20"5[1]